# Rhinomugil corsula
Rhinomugil corsula е вид лъчеперка от семейство Mugilidae. Видът не е застрашен от изчезване.

## Разпространение и местообитание
Разпространен е в Бангладеш, Индия (Асам, Бихар, Западна Бенгалия, Махаращра, Ориса, Тамил Наду, Трипура и Утар Прадеш), Мианмар и Непал.
Обитава сладководни и полусолени басейни, морета и реки.

## Описание
На дължина достигат до 45 cm.